# Lesbiana U-Haul

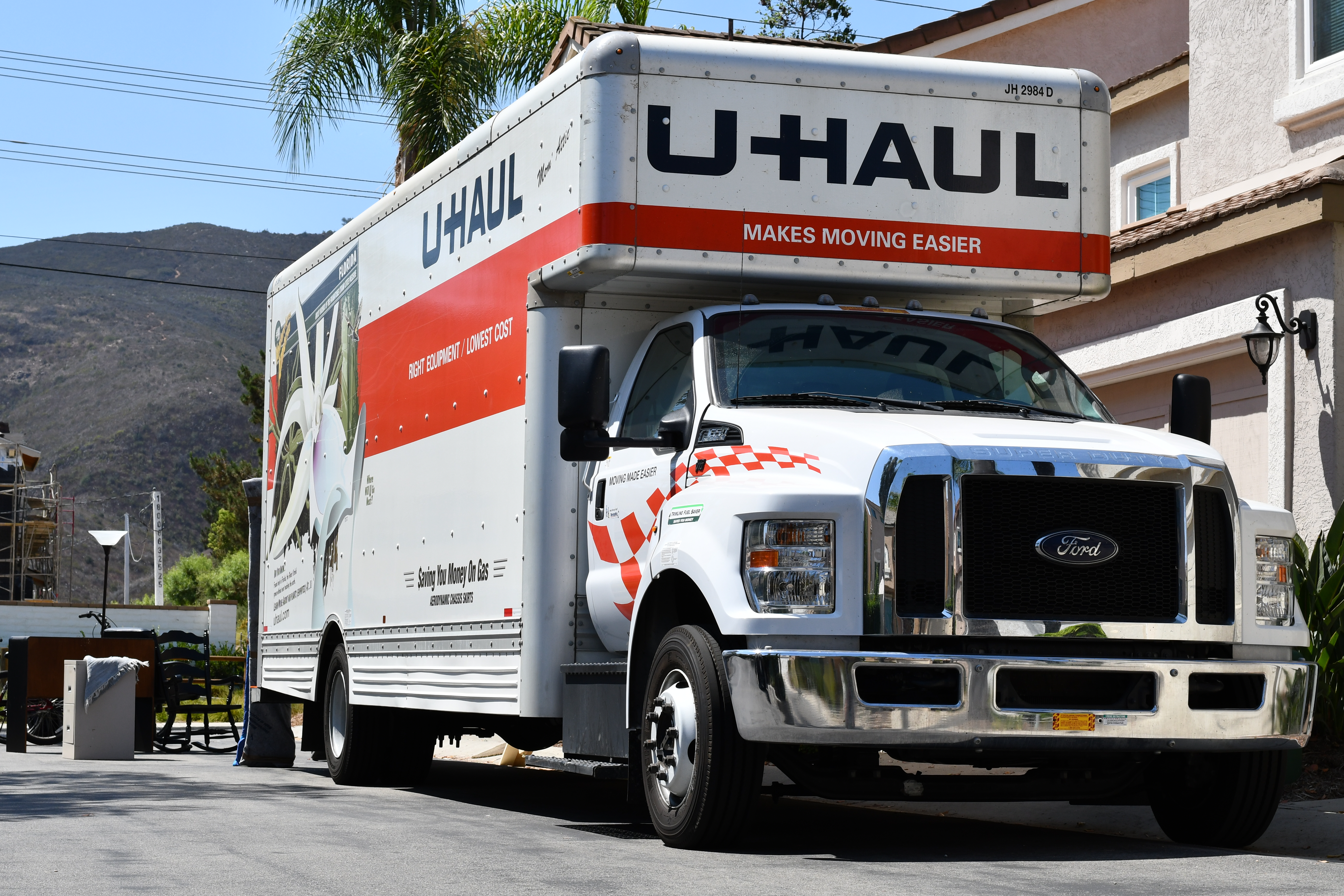
Un camión U-Haul de 26 pies.

La lesbiana U-Haul (en inglés: U-Haul lesbian) o el «síndrome del U-Haul» es un estereotipo de las relaciones lésbicas que hace referencia a la idea de que las lesbianas tienden a mudarse juntas después de un corto período de tiempo (por ejemplo, tras la segunda cita). El término sugiere una inclinación extrema hacia las relaciones comprometidas. Dependiendo del contexto, el término puede considerarse humorístico, elogioso o peyorativo.

## Origen
Un chiste que hace referencia a U-Haul (una marca de camiones y remolques de alquiler para mudanzas) se hizo muy conocido en la cultura lésbica.

Pregunta: ¿Qué lleva una lesbiana a una segunda cita?

Respuesta: Un U-Haul.

Se considera un elemento básico del humor lésbico. A menudo se atribuye a la comediante Lea DeLaria, quien afirmó en su álbum de comedia de 1997, Box Lunch, que lo escribió en 1989. En el álbum, DeLaria hace que el público grite la respuesta del chiste, mostrando que ya era bien conocido en el momento de la grabación.
La referencia a un U-Haul más tarde se convirtió en un estereotipo de la identidad sexual en la comunidad gay. A veces se complementa o precede un chiste estándar sobre hombres homosexuales:

Pregunta: ¿Qué lleva un hombre gay a una segunda cita?

Respuesta: ¿Qué segunda cita?

El chiste también es popular fuera de la comunidad LGBTQ.

## Relaciones
Los psicólogos señalan que el chiste del U-Haul epitomiza el fenómeno percibido de las lesbianas de formar conexiones emocionales intensas, referido en el argot gay como un «impulso de fusión». Los críticos de esta supuesta tendencia sugieren que es utilizada por las lesbianas para evitar los riesgos asociados con las citas. En su opinión, una aversión a los riesgos de las citas está vinculada a un desarrollo limitado de las relaciones íntimas durante la adolescencia, cuando la mayoría de las personas gays y lesbianas están en el armario. Con la libertad de la edad adulta, las lesbianas se sienten atraídas por las relaciones U-Haul, apreciando su intensidad e intimidad.
Algunos psicólogos también creen que este comportamiento puede ser poco saludable. Argumentan que el corto período de citas evita discusiones serias sobre muchos temas de la relación antes de mudarse juntos (como la compatibilidad sexual o las expectativas futuras) y esto puede manifestarse en varios problemas más adelante.